# Офанім

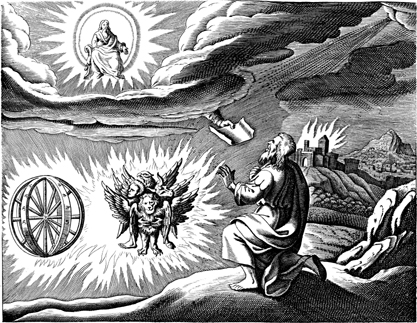
Традиційне зображення видіння колісниці, засноване на описі в Єзекіїля, з опаном на лівому боці

Офанім (івр. אוֹפַנִּים  </link> ʼōp̄annīm, ' ; однина: אוֹפָן</link> ʼōp̄ān),також називається ґалґалім ( івр. גַּלְגַּלִּים </link> galgallīm, ' ; однина: גַּלְגַּל</link> galgal) - посилання на колеса, які видно у видінні Єзекіїля про колісницю (єврейське merkabah</link> ) в [[|Єзекіїля]] Єз.1:15-21 . Один із сувоїв Мертвого моря (4Q405) трактує їх як ангелів; пізні розділи Книги Еноха (61:10, 71:7) зображують їх як клас небесних істот, які (разом з Херувимами та Серафимами) ніколи не сплять та охороняють престол Бога. У християнській ангелології вони є одним із хорів (класів) ангелів, і їх також називають престолами.
Ці «колеса» асоціюються з [[|Даниїла]] Дан.7:9 (згадується як galgal</link>, традиційно «колеса galgallin</link> ", у "вогняному полум'ї" та "палаючому вогні") чотирьох колес, покритих очима (кожне складається з двох вкладених один в одного колеса), які рухаються поруч із крилатими херувимами, під престолом Бога. Чотири колеса рухаються разом з херувимами, бо в них перебуває дух херувимів. Пізня Друга книга Еноха (20:1, 21:1) також називає їх «багатоокими».
Перша книга Еноха (71.7), скоріш за все, має на увазі, що офаніми прирівнюються до «престолів» у християнстві, коли вони перераховуються разом у такому порядку: «...навколо були серафими, херувими та офаніми». 

Художня інтерпретація ʼōp̄ān.

## Офаніми в конкретних духовних традиціях

### Офаніми в іудаїзмі
Маймонід зазначає Офаніма як другого найближчого ангела до Бога у своєму поясненні єврейської ієрархії ангелів .

#### У молитві
Розділ кедуша в ранковій молитві (у благословеннях перед декламацією Шеми ) містить фразу: «Офаніми та святі живі істоти з великим галасом підводяться; обличчям до серафимів вони віддають хвалу, кажучи: «Благословенний Бог». слава з Його місця». Натхненням для цього конкретного уривка є видіння Єзекіїля (гл. І). Тему ангелів, які прославляють Бога, вставили в уривок пайтаніми (єврейські літургійні поети). 
Офаніми згадуються в молитві Ель-Адон, яку часто співає громада, як частину традиційної суботньої ранкової служби.
В іудейській ангельській ієрархії престоли і "колеса" різні. Це також підтверджується в кабалістичній ієрархії ангелів . 

### Престоли в православній церкві
De Coelesti Hierarchia посилається на Престоли з опису Старого Заповіту як на третій Чин першої сфери, два інших вищих престоли – Херувими та Серафими.
Ім'я найславніших і найвищих Престолів означає те, що звільнене і незаплямоване від усякої тлінної і земної речі, і надземне, що здіймається вгору по кручі.Бо вони не мають ніякої участі в тому, що нижче, але перебувають у повній силі, нерухомо і досконало утверджені у Всевишньому, і приймають Божественну Іманентність над усіма пристрастями і матерією, і виявляють Бога, будучи уважно відкритими до божественних причастя.
Ця точка зору також була прийнята католицькою церквою та Фомою Аквінським.

### Володар полум'я в західних вченнях мудрості
Космоконцепція Розенкрейцерів посилається на те, що «Володар полум'я», ієрархія Елогім, астрологічно приписана Леву, є Престолами (з опису в Старому Завіті, «через блискуче світло їхніх тіл і їхню велику духовну силу»); двома іншими вищими ієрархіями також є Херувими та Серафими. Згідно з цією концепцією, небесні Серафими і Херувими, а також Офаніми продовжують допомагати людям у духовній еволюції; як і небесні Архангели та Ангели.

## Дивись також
- Престол (ангел)
- Халкідрі
- Сім архангелів
- Список ангелів у теології